# Geher-Länderkampf der Männer 1938 Deutschland – Schweden
| 1. Leichtathletik-Länderkampf mit deutscher Beteiligung 1938 | 1. Leichtathletik-Länderkampf mit deutscher Beteiligung 1938 |               |
| ------------------------------------------------------------ | ------------------------------------------------------------ | ------------- |
|                                                              |                                                              |               |
| Geher-Vergleich der Männer: Deutschland – Schweden           |                                                              |               |
| Austragungsort                                               | Leipzig                                                      |               |
| Wettbewerbe                                                  | 2                                                            |               |
| Datum                                                        | 28./29. Mai 1938                                             |               |
| 1. GER 2. SWE                                                | 24 Punkte 20 Punkte                                          |               |
| Chronik                                                      |                                                              |               |
| ← letzter LK 1937: 00DEU-SWE (M)                             | FRA-GER (M) →                                                | FRA-GER (M) → |

Im ersten Vergleich des Länderkampfjahres 1938 stand der zweite Gehwettbewerb einer deutschen Mannschaft an, der wiederum mit Schweden ausgetragen wurde. Im letzten Jahr war der schwedische Ort Skillinge in der Gemeinde Simrishamn Gastgeber der ersten Veranstaltung solcher Art gewesen. In diesem Jahr fand die Begegnung früh in der Saison am 28./29. Mai in Leipzig statt.

## Wettbewerbe und Modus
Wie zuletzt standen mit den Gehdistanzen über 10 und 25 Kilometer zwei Wettbewerbe auf dem Programm, in denen jeweils drei Geher pro Land antraten. Die Wertung wurde übernommen vom letzten Jahr, der Sieger erhielt sieben Punkte, der Zweite fünf, der Dritte vier Punkte usw. Der sechste Platz stand noch mit einem Punkt zu Buche.

## Ergebnis
Den Wettbewerb über die kürzere Distanz konnten Schwedens Geher am ersten Tag noch mit einem Punkt Vorsprung für sich entscheiden. Auf der langen Distanz machte Deutschland am zweiten Tag diesen knappen Rückstand wett und so lagen Deutschlands Sportler nach der deutlichen Niederlage im ersten Vergleich diesmal mit 24 zu 20 Punkten knapp vorn.

## Resultate

### 10-km-Gehen
| Platz | Athlet          | Land | Zeit (min) |
| ----- | --------------- | ---- | ---------- |
| 1     | John Mikaelsson | SWE  | 44:27,2    |
| 2     | Hermann Schmidt | GER  | 46:11,4    |
| 3     | Alfred Nord     | GER  | 46:27,0    |
| 4     | Åke Rundlöf     | SWE  | 46:28,0    |
| 5     | Hedberg         | SWE  | 47:40,0    |
| 6     | Rudolf Modes    | GER  | 48:02,0    |

Datum: 28. Mai

### 25-km-Gehen
| Platz | Athlet         | Land | Zeit (h)  |
| ----- | -------------- | ---- | --------- |
| 1     | Fritz Bleiweiß | GER  | 2:03:30,0 |
| 2     | Rune Bjurström | SWE  | 2:04:27,6 |
| 3     | Arno Peters    | GER  | 2:06:11,0 |
| 4     | Karl Hähnel    | GER  | 2:07:08,0 |
| 5     | Sune Carlsson  | SWE  | 2:07:56,0 |
| 6     | Boström        | SWE  | 2:11:16,0 |

Datum: 29. Mai